# ギャンジャ国際空港
ギャンジャ国際空港（ギャンジャこくさいくうこう、アゼルバイジャン語: Gəncə Beynəlxalq Hava Limanı） (IATA: GNJ, ICAO: UBBG) はアゼルバイジャンで2番目に大きい都市ギャンジャ（英語では Ganja とも Gyandzha とも表記）にある空港である。
アゼルバイジャン空軍も使用しており、過去にはソ連空軍が使用していた。

## 施設
この空港は標高1,083フィート (330 m)に位置する。滑走路は12/30方向に1本で表面はアスファルト/コンクリートで舗装されており、寸法は3,300 by 44メートル (10,827 ft × 144 ft)である。

## 就航路線
| 航空会社                  | 就航地                                            |
| ------------------------- | ------------------------------------------------- |
| アゼルバイジャン航空      | バクー、サンクトペテルブルク 季節運航: アンタルヤ |
| ターキッシュ エアラインズ | イスタンブール/アタテュルク、ナヒチェヴァン       |
| アエロフロート            | モスクワ/シェレメーチエヴォ                       |
| ウラル航空                | モスクワ/ドモジェドヴォ                           |
| UTエアー                  | モスクワ/ヴヌーコヴォ 季節運航: チュメニ          |
| VIM航空                   | モスクワ/ドモジェドヴォ                           |